# Gérald de Palmas

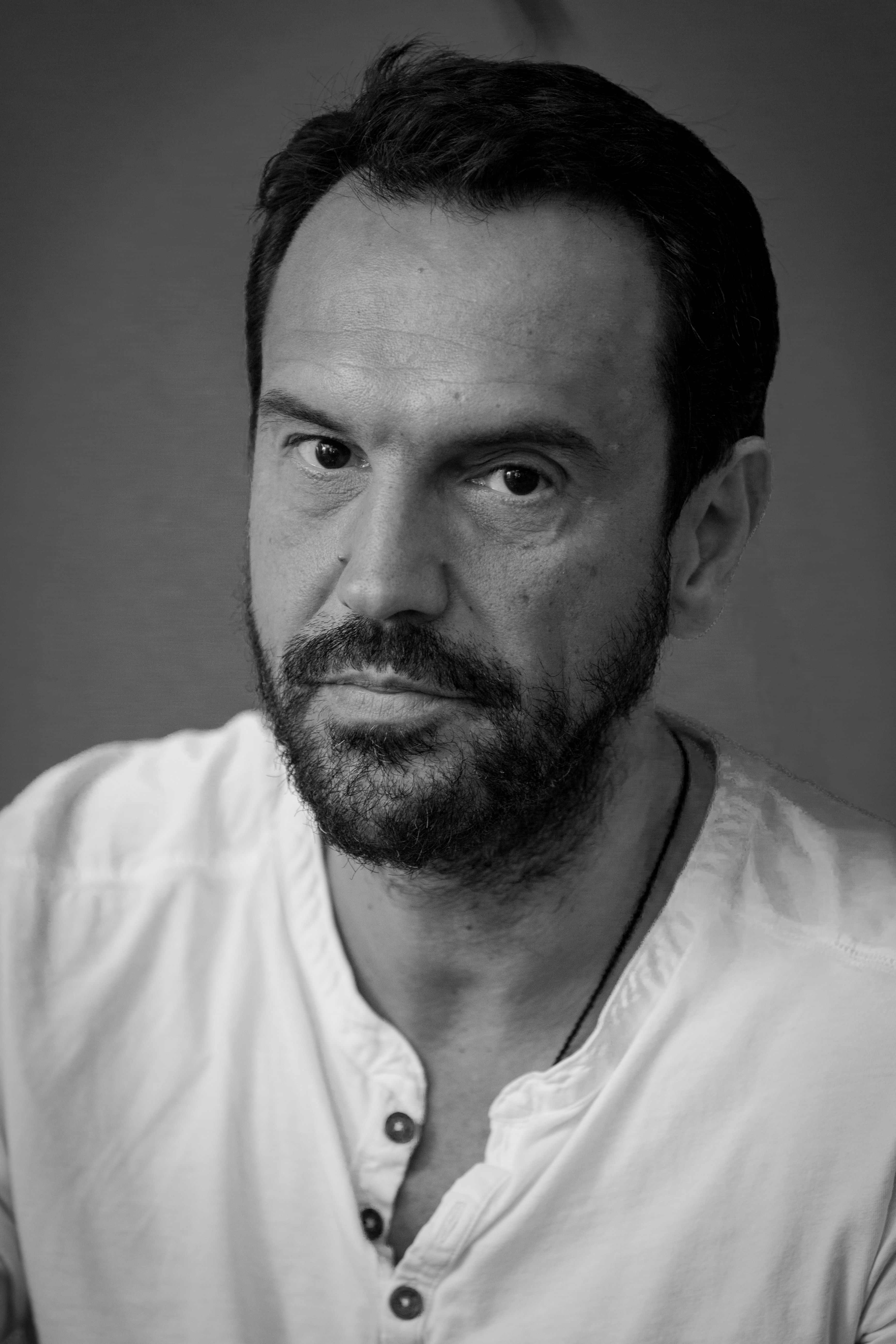
Gérald de Palmas (2014)

Gérald de Palmas (* 14. Oktober 1967 in Saint-Denis im Überseedépartement Réunion; bürgerlich Gérald Gardrinier), bekannt als De Palmas, ist ein französischer Sänger und Komponist.

## Leben und musikalischer Werdegang
Gérald de Palmas verbrachte die ersten zehn Jahre seines Lebens auf Réunion, bevor seine Eltern 1977 nach Frankreich übersiedelten und sich in Aix-en-Provence niederließen. Schon während der Schulzeit lernte de Palmas das Spielen der Gitarre sowie des Bass. Nach dem Abbruch seiner schulischen Laufbahn schloss er sich der Gruppe Les Valentins an, mit der er als Les Max Valentins zwei Singles veröffentlichte. Unzufrieden mit dem ausbleibenden überregionalen Erfolg, verließ de Palmas schließlich die Band und zog nach Paris, wo er zunächst als Studiomusiker arbeitete. Sein 1994 erschienenes Debütalbum La Dernière Année und die Singleauskopplung Sur la route brachten ihm einen beachtlichen Erfolg, so dass er 1995 als bester männlicher Newcomer ausgezeichnet wurde. Mit dem 1997 erschienenen, zweiten Album Les lois de la nature landete er aber einen Flop.
Infolge des Misserfolgs seines zweiten Albums zog sich de Palmas aus der Öffentlichkeit zurück, gab nur wenig Konzerte und schrieb auch nur wenige neue Songs. Sein Kontakt zu Jean-Jacques Goldman, mit dem zusammen er den Song J'en rêve encore schrieb, half de Palmas beim Komponieren von 10 weiteren Stücken für sein neues Album Marcher dans le sable, welches 2000 erschien. Eine weitere Kollaboration mit dem französischen Künstler Maxime Le Forestier unter dem Titel Tomber und das Album wurden große Hits in Frankreich, eine ausgedehnte Tournee schloss sich an. Tomber wurde in einer englischen Coverversion von Céline Dion als Ten days auch international ein Hit. De Palmas schrieb in der Folgezeit einige Stücke für die kanadische Sängerin sowie für Johnny Hallyday, dessen von de Palmas stammendes Stück Marie ein großer Hit in Frankreich wurde.
2002 wurde Gérald de Palmas zum besten männlichen Sänger gekürt. Im gleichen Jahr erschienen ein Livealbum bzw. eine Live-DVD zu der erfolgreichen Tour.
Das Nachfolgealbum Un homme sans racines erschien 2004. Streitigkeiten mit seiner Plattenfirma verhinderten in der Folge die Veröffentlichung des fünften Albums Sortir, welches erst 2009 erschien. Bis auf das Duett Pandora's box mit Eagle-Eye Cherry hat de Palmas alle Lieder des Albums selbst komponiert und eingespielt. 2011 erschien seine erste Best-Of-Zusammenstellung, auf deren zweiter Seite einige seltene Stücke, Alternativ- sowie Live-Versionen enthalten sind. Das 2013 erschienene sechste Album, das schlicht „De Palmas“ betitelt ist, enthält erstmals eine größere Anzahl Lieder mit englischen Texten. Im März 2016 erschien sein siebtes Album La beauté du geste, das wieder ausschließlich französischsprachige Lieder enthält. Der überwiegende Teil der Lieder entstand in seiner Heimat auf La Réunion, aufgenommen wurde das Album innerhalb von zwei Monaten größtenteils live in einem Pariser Studio. Nach einer längeren Pause erschien 2023 sein achtes Studioalbum Sous un soleil de plomb . Mit der Veröffentlichung kündigte er außerdem an, seine Musikerkarriere aus gesundheitlichen Gründen zu beenden.
Gérald de Palmas ist geschieden, er hat zwei Kinder.

## Diskografie

### Mit Les Max Valentins

#### Singles
- 1987 – Les maux dits
- 1988 – Printemps parapluie

### Solo

#### Alben
| Jahr | Titel                   | Höchstplatzierung, Gesamtwochen, AuszeichnungChartplatzierungen (Jahr, Titel, Platzierungen, Wochen, Auszeichnungen, Anmerkungen) | Höchstplatzierung, Gesamtwochen, AuszeichnungChartplatzierungen (Jahr, Titel, Platzierungen, Wochen, Auszeichnungen, Anmerkungen) | Höchstplatzierung, Gesamtwochen, AuszeichnungChartplatzierungen (Jahr, Titel, Platzierungen, Wochen, Auszeichnungen, Anmerkungen) | Anmerkungen                             |
| Jahr | Titel                   | FR | BEF | CH | Anmerkungen                             |
| ---- | ----------------------- | --- | --- | --- | --------------------------------------- |
| 1994 | La dernière année       | FR50 Gold · (15 Wo.)FR | — | — |                                         |
| 1997 | Les lois de la nature   | FR32 (4 Wo.)FR | — | — |                                         |
| 2000 | Marcher dans le sable   | FR2 Diamant · (106 Wo.)FR | BEF2 Platin · (76 Wo.)BEF | CH28 Platin · (78 Wo.)CH | Erstveröffentlichung: 16. Oktober 2000  |
| 2002 | Live 2002               | FR3 Platin · (35 Wo.)FR | BEF7 (14 Wo.)BEF | CH28 (15 Wo.)CH | Erstveröffentlichung: 1. November 2002  |
| 2004 | Un homme sans racines   | FR1 ×2Doppelplatin · (97 Wo.)FR                                                                                                   | BEF6 (53 Wo.)BEF | CH36 (18 Wo.)CH |                                         |
| 2009 | Sortir                  | FR2 (52 Wo.)FR | BEF4 (31 Wo.)BEF | CH32 (7 Wo.)CH | Erstveröffentlichung: 16. November 2009 |
| 2011 | Sur ma route (Best of)  | FR10 Platin · (25 Wo.)FR | BEF8 (34 Wo.)BEF | — | Erstveröffentlichung: 7. November 2011  |
| 2013 | De Palmas               | FR11 (35 Wo.)FR | BEF11 (31 Wo.)BEF | CH68 (2 Wo.)CH | Erstveröffentlichung: 11. November 2013 |
| 2016 | La Beauté du geste      | FR3 Gold · (48 Wo.)FR | BEF9 (53 Wo.)BEF | CH56 (3 Wo.)CH | Erstveröffentlichung: 1. April 2016     |
| 2023 | Sous un soleil de plomb | FR19 (7 Wo.)FR | BEF36 (3 Wo.)BEF | — | Erstveröffentlichung: 10. November 2023 |

grau schraffiert: keine Chartdaten aus diesem Jahr verfügbar

#### Singles
| Jahr | Titel Album                                   | Höchstplatzierung, Gesamtwochen, AuszeichnungChartplatzierungen (Jahr, Titel, Album, Platzierungen, Wochen, Auszeichnungen, Anmerkungen) | Höchstplatzierung, Gesamtwochen, AuszeichnungChartplatzierungen (Jahr, Titel, Album, Platzierungen, Wochen, Auszeichnungen, Anmerkungen) | Höchstplatzierung, Gesamtwochen, AuszeichnungChartplatzierungen (Jahr, Titel, Album, Platzierungen, Wochen, Auszeichnungen, Anmerkungen) | Anmerkungen                              |
| Jahr | Titel Album                                   | FR | BEF | CH | Anmerkungen                              |
| ---- | --------------------------------------------- | --- | --- | --- | ---------------------------------------- |
| 1994 | Sur la route La dernière année                | FR14 (16 Wo.)FR | — | — |                                          |
| 2000 | J'en rêve encore Marcher dans le sable        | FR7 Gold · (31 Wo.)FR | BEF4 (14 Wo.)BEF | — | Erstveröffentlichung: 6. November 2000   |
| 2001 | Une seule vie Marcher dans le sable           | FR30 (22 Wo.)FR | — | — | Erstveröffentlichung: 23. April 2001     |
| 2001 | Tomber Marcher dans le sable                  | FR35 (18 Wo.)FR | — | — | Erstveröffentlichung: 24. September 2001 |
| 2002 | Elle s’ennuie Live 2002                       | FR35 (13 Wo.)FR | — | CH73 (8 Wo.)CH | Erstveröffentlichung: 29. November 2002  |
| 2004 | Elle danse seule Un homme sans racines        | FR22 (16 Wo.)FR | — | CH46 (7 Wo.)CH | Erstveröffentlichung: 14. Dezember 2004  |
| 2009 | Au bord de l'eau Sortir                       | — | BEF25 (10 Wo.)BEF | — | Erstveröffentlichung: 25. Mai 2009       |
| 2011 | L'étranger Sur ma route                       | FR59 (15 Wo.)FR | — | — | Erstveröffentlichung: 22. August 2011    |
| 2013 | Je me souviens de tout De Palmas              | FR130 (1 Wo.)FR | — | — | Erstveröffentlichung: 19. August 2013    |
| 2016 | Il faut qu'on s'batte La beauté du geste      | FR44 (17 Wo.)FR | — | — | Erstveröffentlichung: 11. Januar 2016    |
| 2016 | Le jour de nos fiançailles La beauté du geste | — | BEF20 (18 Wo.)BEF | — | Erstveröffentlichung: 4. April 2016      |

Weitere Singles
- 1994: Comme une ombre
- 1994: Sans recours
- 1997: Comme ca
- 1997: Mary Jane
- 1997: Les lois de la nature
- 2001: Regarde-moi bien en face
- 2004: Elle habite ici
- 2004: Au paradis
- 2004: Dans la cour
- 2009: Dans une larme
- 2009: Mon coeur ne bat plus
- 2011: Marie
- 2013: Serait-il
- 2014: Jenny

#### Videoalben
- 2002 – Live 2002 (FR: ×3Dreifachplatin )